# Shuriken School
Shuriken School er en fransk tegnefilmserie i 26 afsnit produceret af Nickelodeon fra 2006.
Serien handler om en japansk ninjaskole. Skolens penge er små, så den brogede flok af lærere og elever må ofte benytte sig af kreative midler og forhåndenværende ting, når ninjafærdighederne skal læres og i kampene mod rivalerne fra Katanaskolen.
| Fjernsyn | Spire Denne artikel om et tv-program er en spire som bør udbygges. Du er velkommen til at hjælpe Wikipedia ved at udvide den. |